# O Homem do Pau-brasil
O Homem do Pau-Brasil é um filme brasileiro de 1982, do gênero comédia fantástica,  dirigido por Joaquim Pedro de Andrade. O roteiro é baseado na obra de Oswald de Andrade, um dos mais importantes ícones do modernismo no Brasil.

## Elenco
- Ittala Nandi... Oswald de Andrade 1
- Flávio Galvão... Oswald de Andrade 2
- Regina Duarte... Lalá
- Cristina Aché... Dorotéia
- Lucélia Machiavelli... Mãe de Dorotéia
- Paulo Hesse... Mário de Andrade
- Carlos Gregório... Menotti Del Pichia
- Maria do Carmo de Abreu Sodré... Anita Malfatti
- Luís Antônio Martinez Corrêa... Luís Aranha
- Juliana Carneiro da Cunha... Diva, bailarina estrangeira (alusão a Isadora Duncan)
- Fernando Peixoto... Coelho Avô
- Miriam Muniz... Juíza
- Luis Linhares... Paulo Prado
- Mário Chamie... Guilherme de Almeida
- Suzana de Moraes... Heitor Villa-Lobos
- Dina Sfat... Branca Clara (alusão a Tarsila do Amaral)
- Grande Othelo... Príncipe Tourvalu de Blesi
- Etty Fraser... Dona Azeitona
- Othon Bastos... Capitão do navio
- Paulo José... Mensageiro do navio
- Patrício Bisso... Sonia Delaunay
- Marcos Fayad... Blaise Sans Bras (alusão a Blaise Cendrars)
- Nelson Dantas... Frade
- Wilson Grey... Frade
- Rogério Rossini... Jean Cotó
- Alexandre Eulálio... Livreiro Chardenar
- Dora Pellegrino... Rosa Lituana (alusão a Pagu)
- Sérgio Mamberti... Pedroso
- Marco Antonio Augusto... Bueno
- Marcos Plonka... Governador
- David José... Militar rebelde
- Antonio Pitanga... César, líder operário

Participações
- Guaracy Rodrigues
- Riva Nimitz
- Renato Borghi
- Isa Kopelman
- Xandó Batista
- Fábio Sabag
- Antônio Pedro Borges
- Sônia Dias
- Arduino Colasanti
- Márcia Pitanga
- Analu Prestes
- Billy Davis
- Sandro Solviatti
- Ademílson J. dos Santos
- Adilson Ruiz
- Alcira Moreira
- Carlos Mello
- Cristiane Rex
- David Leroy
- Deoclides J. Gouvea
- Diana Kemps
- Eduardo de Souza
- Elecy de Souza
- Elismar Noronha
- Helcio J. P. Guimarães
- Homero Barreto
- Isabela Secchin
- João Camilo Furtado
- Jarbas Coimbra Jr.
- José Gomes Fernandes
- José Luís Franca
- José Ordonez S. de Souza
- Kelly Maria
- Luiz Casado
- Margarida do Nascimento Nunes
- Maria Angélica Alves
- Mery Batista
- Oswaldo Campozana
- Paco Sanchez
- Paulo Vinicius
- Rafaela
- Raymundo de Souza
- Rosely Barreto
- Rubens J. Brito
- Sidney de Oliveira
- Tati Levingstein
- Thais Maya
- Vandi Zakias
- Youssef Salim Elias
- Ursula Grozca Marcondes
- Aline Scheider

Obs.: Sobre as alusões a vultos históricos, vide artigo "O homem do pau brasil na cidade dele" de Alexandre Eulálio em site da Unicamp - Acessado em 12-01-16.
Referências ao elenco: 

## Sinopse
O jornalista e escritor Oswald aparece como duas pessoas, um homem e uma mulher. Ele é casado com Lalá mas cai de amores pela jovem Doroteia, a quem tenta lançar a carreira de bailarina no cenário artístico. Com outros companheiros artistas ele agita a Semana de Arte Moderna de 1922. Conhecendo a artista milionária Branca Clara, parte com ela para Paris a bordo de um navio a vapor. Ao retornar, traz com ele o poeta francês maneta Blaise Sans Bras que deseja fazer um filme com financiamento do governo paulista mas os planos são interrompidos pela revolução militar. Ele inicia o movimento antropofágico e se envolve com o operariado comunista, quando conhece seu novo amor Rosa Lituana. Por fim ele adere ao naturismo.

## Prêmios
O Homem do Pau-Brasil recebeu o troféu Candango de melhor filme e melhor atriz (Dina Sfat) no Festival de Brasília de 1981. Foi exibido na 5ª Mostra internacional de cinema.